# جنة (جبيل)
جنة، إحدى القرى اللبنانية في قضاء جبيل.
- المسافة من بيروت:62 كلم
- الارتفاع عن سطح البحر: 700 م